# Oliarus giffardi
Oliarus giffardi är en insektsart som först beskrevs av Giffard 1925.  Oliarus giffardi ingår i släktet Oliarus och familjen kilstritar. Inga underarter finns listade i Catalogue of Life.